# Sport w starożytnej Grecji

Sport w starożytnej Grecji – w starożytnej Grecji sport uważano za ważny element edukacji chłopców i pozytywnego kształtowania charakterów. Grecy starożytni bardzo cenili rywalizację sportową i sądzili, że zwycięstwo jest znakiem boskiej przychylności dla zawodnika.
Sport miał dla Greków znaczenie religijne - największe zawody odbywały się z okazji świąt religijnych. Najsłynniejszymi były igrzyska olimpijskie, dużą popularnością cieszyły się też pozostałe igrzyska o charakterze panhelleńskim. Każda polis grecka miała własny kalendarz imprez sportowych, na których miejscowi sportowcy podejmowali współzawodnictwo ku czci bogów patronujących miastu. Każdego roku odbywały się przynajmniej dwa wielkie igrzyska, a było też wiele imprez lokalnych i urządzanych z powodu szczególnych okazji. Zawodnicy mieli okazję do występowania i zdobywania nagród.
Nagrody w igrzyskach panhelleńskich były symboliczne (wieńce), bywały one jednak także wysokie i konkretne, w przedmiotach (np. w Panatenajach amfory z najlepszą oliwą, tzw. amfory panatenajskie) i monecie, a także w honorach i przywilejach przyznawanych przez miasto ojczyste – zwłaszcza zwycięzcom igrzysk olimpijskich. Ogromne znaczenie, jakiego nabierały igrzyska, prowadziło do powstania sportu zawodowego. Skutkiem tego była komercjalizacja sportu, postępująca coraz szybciej i szerzej od VI wieku p.n.e. przez całą starożytność.
Grecy przedkładali indywidualną rywalizację nad sport zespołowy. Podczas zawodów zazwyczaj rozgrywano następujące dyscypliny: biegi (krótkie, na dystansie 192,27 m, długie - na 384,54 m, długodystansowe oraz bieg w uzbrojeniu), konkurencje lekkoatletyczne (skok w dal, rzut dyskiem, rzut oszczepem) oraz walki (zapasy, boks i pankration), a także wyścigi koni i rydwanów. Wyścigi rydwanów cieszyły się dużą popularnością wśród Greków.
Kobiety i dziewczynki miały również możliwość uprawiania pewnych sportów. W Sparcie poddawane były intensywnym ćwiczeniom fizycznym. Podczas igrzysk olimpijskich odbywał się bieg dziewcząt, który był rozgrywany poza terenami sanktuarium, gdzie miały miejsce zawody mężczyzn.
Zamiłowanie Greków do sportu wywodziło się głównie z uwielbienia siły i piękna męskiego ciała. Przedstawienia sportowców były częstym tematem dzieł artystów.
Zawodnicy występowali nago lub prawie nago, ciała mieli namaszczone oliwą. Taki strój (czy raczej jego brak) uznawano za niestosowny dla kobiet. Podczas nielicznych rozgrywanych przez nie konkurencji dziewczynki nosiły tuniki.
W każdym mieście ważną rolę pełnił gimnazjon, miejsce życia towarzyskiego i dyskusji politycznych, a także ćwiczeń sportowych mężczyzn z bogatych rodów.
Podejście do sportu stanowiło aspekt kultury greckiej przyciągający nie-Greków - Etrusków, Rzymian, Żydów.

## Galeria

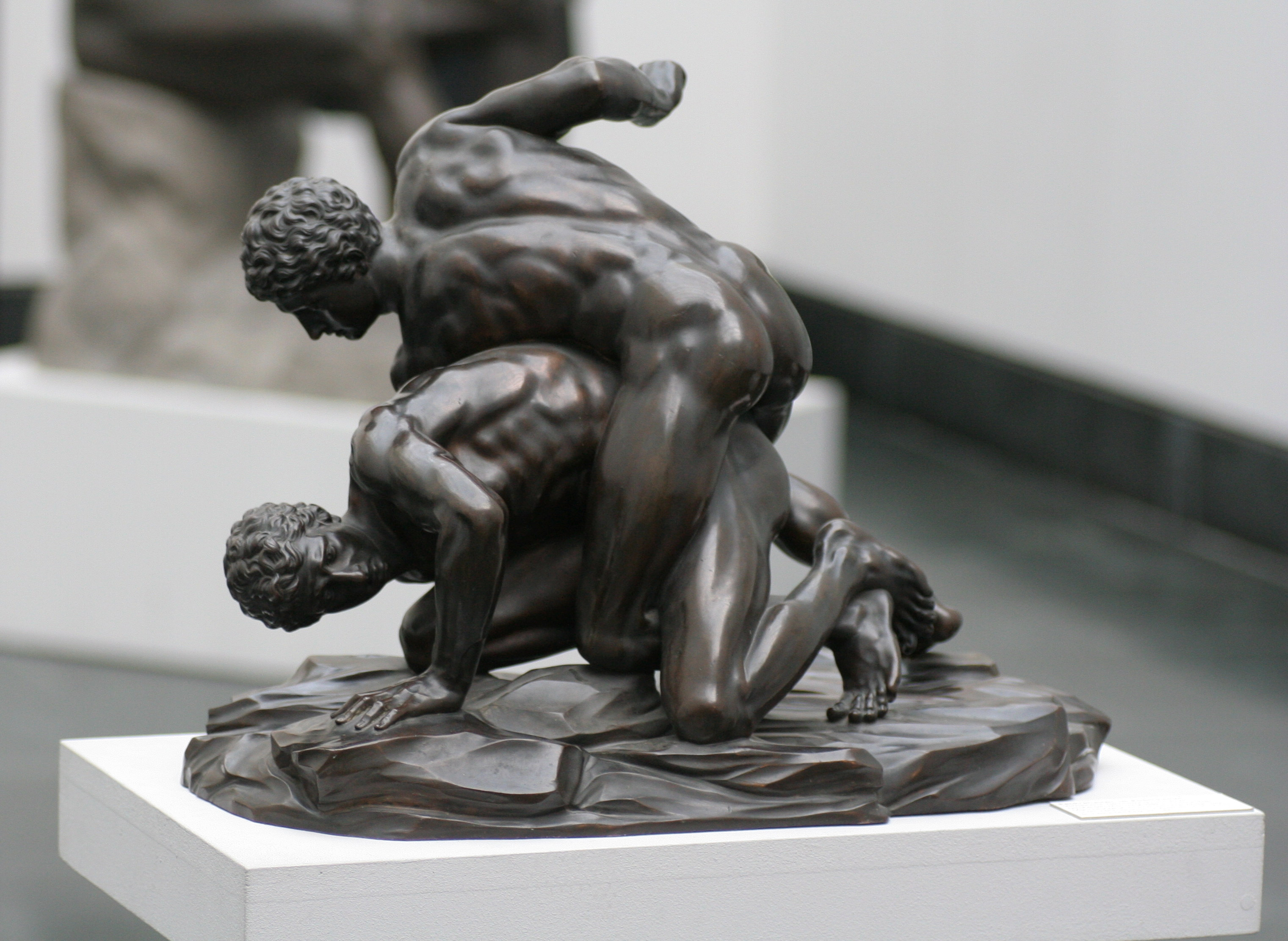
Zawodnicy pankrationu w czasie walki, kopia greckiej rzeźby z III wieku p.n.e.
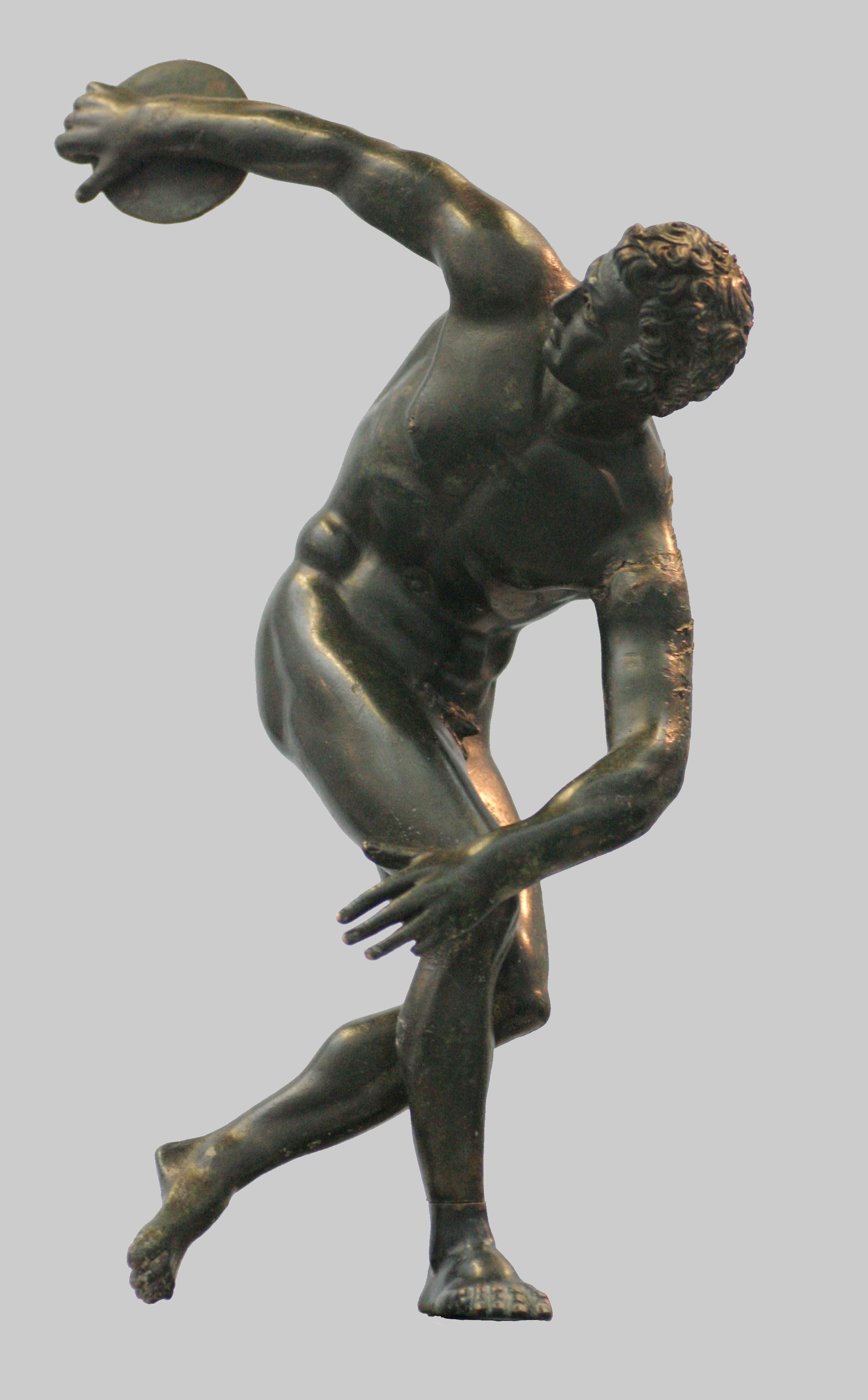
Dyskobol, rzymska kopia dzieła Myrona, zbiory Gliptoteki monachijskiej
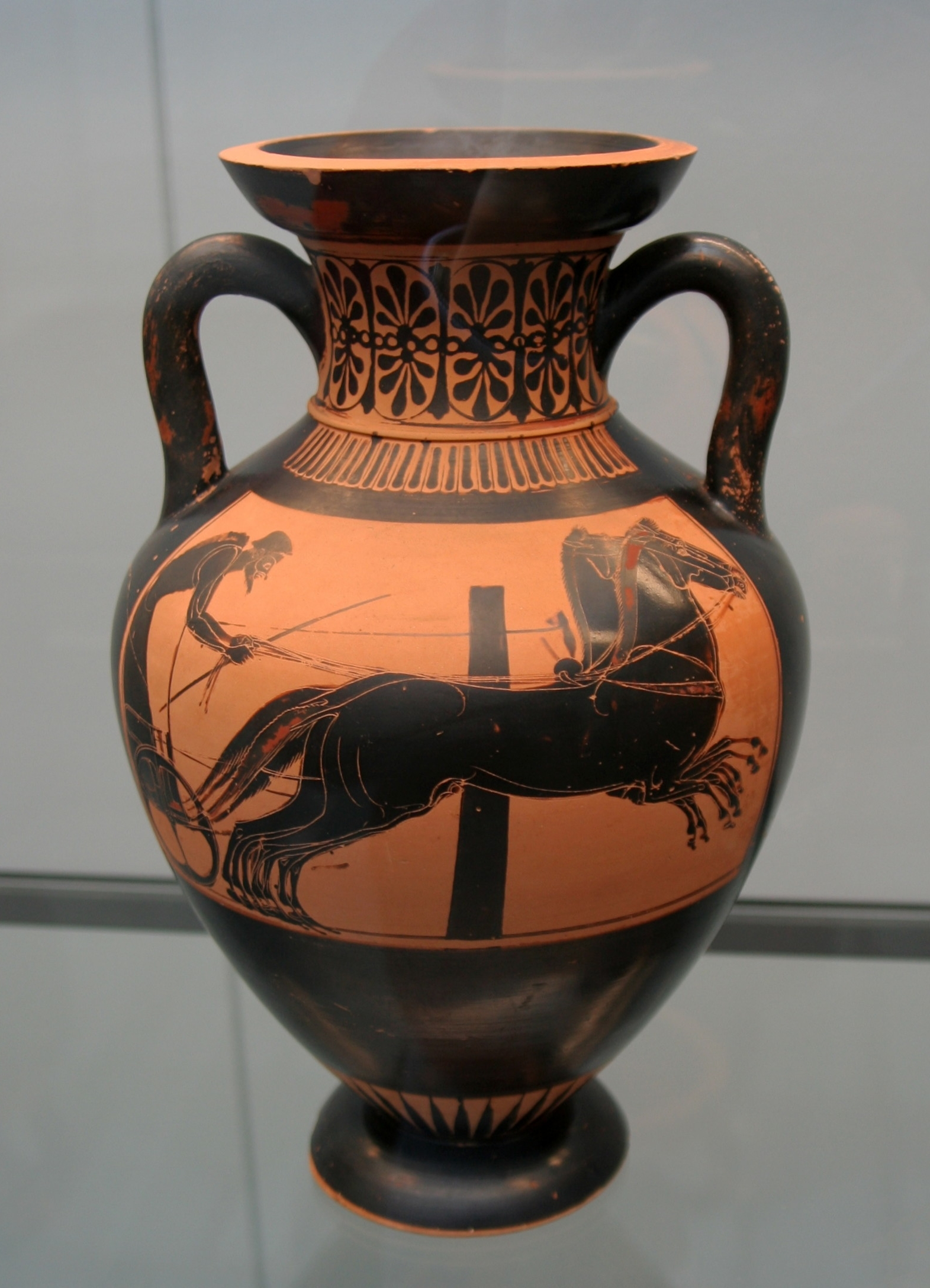
Amfora panatenajska z przedstawieniem wyścigu rydwanów, około 500 p.n.e.